# Hilara aquilonia
Hilara aquilonia är en tvåvingeart som beskrevs av Collin 1941. Hilara aquilonia ingår i släktet Hilara och familjen dansflugor. Inga underarter finns listade i Catalogue of Life.